# EHC Biel/Bienne
O EHC Biel/Bienne é um clube de hockey sobre gelo da cidade de Biel (Bienne), no cantão de Berna, na Suíça.
Joga actualmente na Liga Nacional A e é treinado por Heinz Ehlers .
O seu presidente é Andreas Blank.

## Palmarès

### Campeonato suíço LNA
3 vitórias
- 1978, 1981, 1983

### Campeonato suíço LNB
4 vitórias
- 1975, 2004, 2006, 2007

## Pavilhão
O EHC Biel/Bienne joga os jogos em casa no Pavilhão do Gelo, um pavilhão construído em 1973 sob impulsão de Willy Gassmann, na altura o presidente do clube. O record de afluência do Pavilhão é de 9411 espectadores (num derby entre o EHC Biel/Bienne e o SC Bern).
Por razões de segurança, a capacidade máxima do pavilhão está limitada a 7000 lugares, um número atingido pela última vez a 6 de abril de 2007 contra Langnau no último jogo da época em casa.
Para 2012 está prevista a inauguração do novo Pavilhão do gelo.

## Classificação depois da época 1985/1986 (primeiro ano de play-offs)
| Temporada | Liga | Fase regular | Play-off         |
| --------- | ---- | ------------ | ---------------- |
| 1985/86   | LNA  | 5            | -----            |
| 1986/87   | LNA  | 6            | -----            |
| 1987/88   | LNA  | 5            | -----            |
| 1988/89   | LNA  | 6            | Quartos-de-final |
| 1989/90   | LNA  | 3            | Meia-final       |
| 1990/91   | LNA  | 7            | Quartos-de-final |
| 1991/92   | LNA  | 8            | Quartos-de-final |
| 1992/93   | LNA  | 7            | Quartos-de-final |
| 1993/94   | LNA  | 10           | Play-out         |
| 1994/95   | LNA  | 10           | Relegados        |
| 1995/96   | LNB  | 7            | Quartos-de-final |
| 1996/97   | LNB  | 8            | Quartos-de-final |
| 1997/98   | LNB  | 2            | Final            |
| 1998/99   | LNB  | 4            | Meia-final       |
| 1999/00   | LNB  | 5            | Meia-final       |
| 2000/01   | LNB  | 2            | Final            |
| 2001/02   | LNB  | 3            | Quartos-de-final |
| 2002/03   | LNB  | 3            | Meia-final       |
| 2003/04   | LNB  | 1            | Campeão LNB      |
| 2004/05   | LNB  | 2            | Meia-final       |
| 2005/06   | LNB  | 1            | Campeão LNB      |
| 2006/07   | LNB  | 2            | Campeão LNB      |

## Hall of fame
Olivier Anken, Jakob Kölliker, Aldo Zenhäusern, Urs Lott, Steve Latinovich, Bob Lindberg, Dan Poulin, Normand Dupont, Richmond Gosselin, Barry Jenkins, Dan Meyer, Chris Chelios, Jean-Jacques Aeschlimann, Daniel Widmer, Daniel Dubuis, Gilles Dubois, Pierre-Alain Flotiront, Willy Kohler, Marc Leuenberger, Guido Pfosi, Sven Schmid, Björn Schneider, Martin Steinegger, Patrick Glanzmann, Bernhard Wist, Hugo Zigerli.